# ستورم بول
ستورم بول (بالإنجليزية: Storm Bull) هو سياسي أمريكي، ولد في 20 أكتوبر 1856، وتوفي في 17 نوفمبر 1907.